# Kim Chi-gon
Kim Chi-gon (29 de julho de 1983) é um futebolista profissional sul-coreano que atua como defensor.

## Carreira
Kim Chi-gon representou a Seleção Sul-Coreana de Futebol nas Olimpíadas de 2004.